# Sachiko Fujita
Sachiko Fujita (Japans: 藤田 幸子) (Tokio, 9 januari 1968) is een voormalig volleyballer en beachvolleyballer uit Japan. Ze nam tweemaal deel aan de Olympische Spelen waarvan eenmaal spelend voor de nationale ploeg en eenmaal als beachvolleyballer.

## Carrière
Fujita volleybalde van 1983 tot en met 1986 voor het schoolteam van de particuliere Shoin Kotogakko in Tokio. Vervolgens speelde ze tot 1989 bij Hitachi Belle Fille waarmee ze in 1986/87 en 1988/89 het Japans kampioenschap won en in 1987/88 tweede werd. Daarnaast won de ploeg in 1989 de Vredesbeker van Hiroshima. In het seizoen 1990/91 stond ze onder contract bij Odakyu Juno. Fujita was bovendien actief voor de nationale ploeg. In 1987 won ze met het team een zilveren medaille bij het Aziatisch kampioenschap in Shanghai achter China. Een jaar later maakte ze deel uit van de selectie die bij de Olympische Spelen in Seoel in de wedstrijd om de derde plaats tegen China naast het brons greep, nadat de halve finale van Peru verloren werd.
Fujita begon haar internationale beachvolleybalcarrière in februari 1994 toen ze met Yukiko Takahashi in La Serena in de FIVB World Tour debuteerde. In het seizoen 1994/95 nam het duo deel aan drie toernooien. Bij de Goodwill Games in Sint-Petersburg eindigden ze als zesde als achter Natalie Cook en Anita Spring uit Australië en bij het Open-toernooi van Osaka werden ze vierde achter de Amerikaansen Karolyn Kirby en Liz Masakayan. Het daaropvolgende seizoen was het tweetal actief op tien mondiale toernooien met vijfde plaatsen in Espinho en Santos als beste resultaat. In 1996 namen ze deel aan het toernooi van Hermosa Beach en de Olympische Spelen in Atlanta. Daar verloren ze de eerste wedstrijd van het Australische duo Liane Fenwick en Anita Spring; bij de herkansingen bereikten Fujita en Takahashi de laatste ronde waar ze werden uitgeschakeld door Mônica Rodrigues en Adriana Samuel uit Brazilië waardoor ze als vijfde eindigden. Na de Spelen beëindigde Fujita haar sportieve loopbaan.

## Palmares
Clubverband
- 1987:  Japans kampioenschap
- 1988:  Japans kampioenschap
- 1989:  Japans kampioenschap
- 1989:  Vredesbeker van Hiroshima

Nationale ploeg
- 1987:  Aziatisch kampioenschap
- 1988: 4e OS

Kampioenschappen beach
- 1996: 5e OS